# Потребительский капитализм
Потребительский (консьюмеристский) капитализм — теоретическое состояние общества, при котором потребительским спросом манипулируют целенаправленным и скоординированным образом в очень больших масштабах с помощью методов массового маркетинга в пользу продавцов.
Теория потребительского капитализма предполагает, что в обществе, которое находится в этом состоянии, манипулирование потребительским спросом настолько мощное, что оно имеет принудительный эффект, что оказывает неблагоприятное воздействие на общество.
Согласно одному источнику, сила такого «манипулирования» неочевидна. Это зависит от нового типа индивидуализма — проективного индивидуализма, при котором люди используют потребительский капитализм, чтобы спроецировать человека, которым они хотят быть (не путать с демонстративным потреблением).

## Происхождение
Истоки потребительского капитализма можно найти в развитии американских универмагов с середины XIX века, особенно в рекламных и маркетинговых инновациях в Wanamaker’s в Филадельфии. Уильям Лич описывает целенаправленные, скоординированные усилия американских «капитанов индустрии» по отделению потребительского спроса от «потребностей» (которые могут быть удовлетворены) и от «желаний» (которые могут остаться неудовлетворёнными). Этот культурный сдвиг, представленный универмагом, также исследуется в романе Эмиля Золя 1883 года «Дамское счастье», в котором описывается действие и привлекательность художественной версии «Бон Марше».
В 1919 году Эдвард Бернейс начал свою карьеру как «отец PR» и успешно применил развивающиеся принципы психологии, социологии и мотивационных исследований для манипулирования общественным мнением в пользу некоторых продуктов (например, сигареты). Новые методы механического воспроизводства, разработанные в эти десятилетия, улучшили каналы массовой коммуникации и её манипулятивную силу. Это развитие было описано ещё в 1920-х годах Вальтером Беньямином и связанными с ним членами Франкфуртской школы, которые предвидели коммерческие, социальные и политические последствия.
В истории бизнеса в середине 1920-х годов Альфред Слоун стимулировал рост спроса на продукцию General Motors, введя ежегодную смену модельного года и плановое устаревание, шаг, который изменил динамику крупнейшего промышленного предприятия в мире, отказавшись от технологических инноваций и к удовлетворению ожиданий рынка. К середине XX века капитализм товаров, ориентированный на массовое производство и потребление достиг своего апогея.

## Описание
Согласно Джастину Льюису прогресс в условиях потребительского капитализма связан не с созданием качественных, инновационных или разнообразных продуктов, а с их быстрой заменой. В этом контексте, медиа и телекоммуникации не просто подпитывают этот цикл, а становятся его двигателем. Мы попадаем в «бесконечный цикл замены» цифровых устройств, что затрудняет представление иных форм прогресса. В результате вместо социальных и культурных задач инновации обслуживают коммерческие интересы.
Потребительская культура, продвигаемая медиа, способствует усилению социального неравенства и ухудшению личного и общественного благополучия. Реклама обещает счатье через приобретение товаров, но на деле усиливают чувство неудовлетворенности. Она не только формирует желания, но и отвлекает людей от решения реальных социальных и политических проблем. В результате, общество становится все более сосредоточенным на материальных ценностях, что ведет к изоляции, депрессии и ослаблению социальных связей.
Потребительский капитализм формирует определенные социальные и культурные противоречия. С одной стороны, он обещает удовлетворить потребности людей и способствовать их благополучию. С другой стороны, он создает бесконечный цикл неудовлетворенных желаний, превращая идентичность человека в функцию его потребительского выбора.
Медиа и культурные индустрии играют ключевую роль в поддержании этой модели, формируя массовую культуру, в которой успех и счастье определяются уровнем потребления. Культура, которая изначально воспринималась как противовес системам, стала ее частью, усиливая зависимости от потребления.

## Критика
Бернар Стиглер утверждал, что сегодня капитализмом управляет не производство, а потребление, и что методы, используемые для создания потребительского поведения, равносильны разрушению психического и коллективного индивидуализма. Отвлечение либидинальной энергии на потребление потребительских товаров, утверждает Стиглер, приводит к циклу зависимости, ведущему к гиперпотреблению, истощению желания и господству символического страдания.

## Проявление потребительского капитализма в современном мире
В свете экономических трудностей, которые сегодня испытывают Соединённые Штаты в результате радикального неравенства в богатстве и, возможно, сильной зависимости от нефти, тактика потребительского капитализма обратилась к кредитованию как средству поддержания высокого уровня расходов в форме потребительских товаров. Некоторые из этих тактик, если привести один крайне второстепенный пример, включают правительственные стимулы для покупки экологически чистых «зелёных» продуктов, такие как налоговые льготы для энергосберегающих улучшений дома или покупки гибридных автомобилей. Однако эта тактика не лишена критики. Джеймс Гюстав Спет, бывший декан Йельской школы лесного хозяйства и экологических исследований и автор книги «The Bridge at the Edge of the World: Capitalism, the Environment, and Crossing from Crisis to Sustainability», не считает, что правительство Соединённых Штатов должно реализовать такие меры. Вместо этого Гюстав верит в более прямые подходы к устранению или предотвращению ущерба окружающей среде.